# 福地桃子
福地桃子（日语：／ Fukuchi Momoko，1997年10月26日—），日本女演員。出身於日本東京都，身高153公分，隸屬LesPros娛樂。為演員哀川翔（本名福地家宏）與前演員青地公美的次女。

## 經歷
2014年，演出父親哀川翔主演的電視劇《借王～華麗的欠債返還計畫》，飾演主角哀川翔的女兒，為首次演出電視劇。
2016年2月，加入經紀公司LesPros娛樂，正式以演員福地桃子身分出道。
2018年，首次主演電影《銀河》。
2019年，首次演出NHK晨間劇《夏空》，飾演主角奧原夏的養姐柴田夕見子，在《別嬪小姐》、《笑天家》、《一半，藍色。》試鏡失敗後，第4度挑戰晨間劇試鏡，成功獲得演出機會。

## 人物
父親為演員哀川翔（本名福地家宏）、母親為前演員青地公美、同母異父的姐姐為歌手MINAMI（本名），家中有3個哥哥和1個姐姐。

## 出演

### 電視劇
- 借王～華麗的欠債返還計畫（日语：借王#テレビ東京）（2014年12月17日，東京電視台）：飾演 安齊美香
- 潛入搜查偶像．刑警DANCE（日语：潜入捜査アイドル・刑事ダンス）（2016年10月9日－12月25日，東京電視台）：飾演 ピコ
- 有家可歸的戀人們（2018年4月13日－6月22日，TBS）：飾演 池田小春
- 熱舞啦啦隊（2018年7月13日－2018年9月14日，TBS）：飾演 蘆田櫻[3]
- 夏空（2019年4月1日－9月28日，NHK）：飾演 柴田夕見子→小畑夕見子[2]
- 女高中生的虛度日常（2020年1月24－3月6日，朝日電視台）：飾演 山本美波[4]
- #遙距戀愛 〜普通的戀愛是邪道〜（2020年10月14日－12月23日，日本電視台）：飾演 乙牧栞[5]
- 憂鬱症九段（日语：うつ病九段_プロ棋士が将棋を失くした一年間#テレビドラマ）（2020年12月20日，NHK BS Premium）：飾演 めぐみ[6]
- 愛上給我橡皮擦的女孩（2022年7月26日 - 9月27日，日本電視台）：飾演 伊藤さとみ[7]
- 鎌倉殿的13人（2022年7月31日－12月18日，NHK）：飾演 初
- 靈媒偵探·城塚翡翠 第1集（2022年10月16日，日本電視台）：飾演 小林舞衣
- 那不是抄襲嗎？（2023年4月12日－，日本電視台）：飾演 根岸ゆみ（根岸由美）
- 不是因為家人才愛，而是愛的是家人 第1集 - 第9集（2024年5月14日－7月9日，NHK BS Premium）：飾演 天ヶ瀬環

### 網路劇
- 舞伎家的料理人 （2023年1月12日，Netflix）：飾演 鶴駒
- 無法抗拒的他 the shapes of love（2024年12月9日，ABEMA、Netflix）：飾演 椎名光莉

### 電影
- 銀河（日语：あまのがわ）（2019年2月9日、アークエンタテインメント）：飾演 琴浦史織（初主演）
- 那一日的管風琴（日语：あの日のオルガン#映画）（2019年2月22日、マンシーズエンターテインメント）：飾演 森静子[8]

### 舞台劇
- DESIRE ONLY（欲望のみ；2020年6月13日－，Toyohashi Arts Theatre等）[9]

### 電視動畫
- 寶可夢 旅途（2021年2月5日，東京電視台）：飾演 ジャクリーン

## 外部連結
- 福地桃子經紀公司個人介紹頁 （页面存档备份，存于）（日語）
- 福地桃子的Instagram帳戶（日語）
- キャスト｜映画「あまのがわ」 （页面存档备份，存于）（日語）